# Marching Out
Marching Out е вторият студиен албум на китариста Ингви Малмстийн. Издаден е на 30 септември 1985 г. от Polydor. Достига 54-та позиция в Билборд 200, САЩ, и престоява 28 седмици в класацията. Намира място в Топ 30 на две други държави.

## Критика
Стийв Хюи от Олмюзик му дава 3,5 точки от общо 5, като го определя като „заслужаващо слушането си“. Той обаче е леко критично към текстовете и съдържанието на песните, които са с фентъзи насоченост. Работата с китара на Малмстийн е „малко по-сурова и агресивна“ от албума му Rising Force (1984).

## Състав
- Ингви Малмстийн – всички електрически и акустични китари, беквокали
- Джеф Скот Сото – вокал
- Марсел Джейкъб – бас
- Йенс Юхансон – клавишни
- Андреш Юхансон – барабани